# Eustala andina
Eustala andina är en spindelart som beskrevs av Chamberlin 1916. Eustala andina ingår i släktet Eustala och familjen hjulspindlar.
Artens utbredningsområde är Peru. Inga underarter finns listade i Catalogue of Life.